# Aquari de Londres
El Sea Life London Aquarium és un aquari de Londres, establert a la planta baixa del County Hall, al South Bank al costat del London Eye. Va obrir el 1997 com a London Aquarium. Rep aproximadament un milió de visitants cada any. A més d'atracció turística, l'aquari és un centre de conservació i ensenyament sobre la cura del medi ambient.

## Història
El 2005 la Universitat d'Essex va construir tres robots amb forma de peix per a l'aquàrium. Van ser dissenyats per ser autònoms i per esquivar obstacles, igual com fan els peixos reals.
El 2008 la operadora d'atraccions turístiques Merlin Entertainments, el va comprar. Van investir cinc milions per reformar les instal·lacions obsoletes i poc atractiues fins aleshores. El 2009 va tornar a obrir i va tenir molt d'èxit.

El Sea Life té catorze zones temàtiques. S'hi poden observar uns cinc cents espècies d'animals incloent-hi taurons de dotze espècies que es poden observar en un passadís de vidre que travessa una passarel·la, el Shark Walk (‘passeig dels taurons'). Es pot veure també el peix pallasso, cavallet de mar i el pingüí papua del Zoo d'Edimburg.

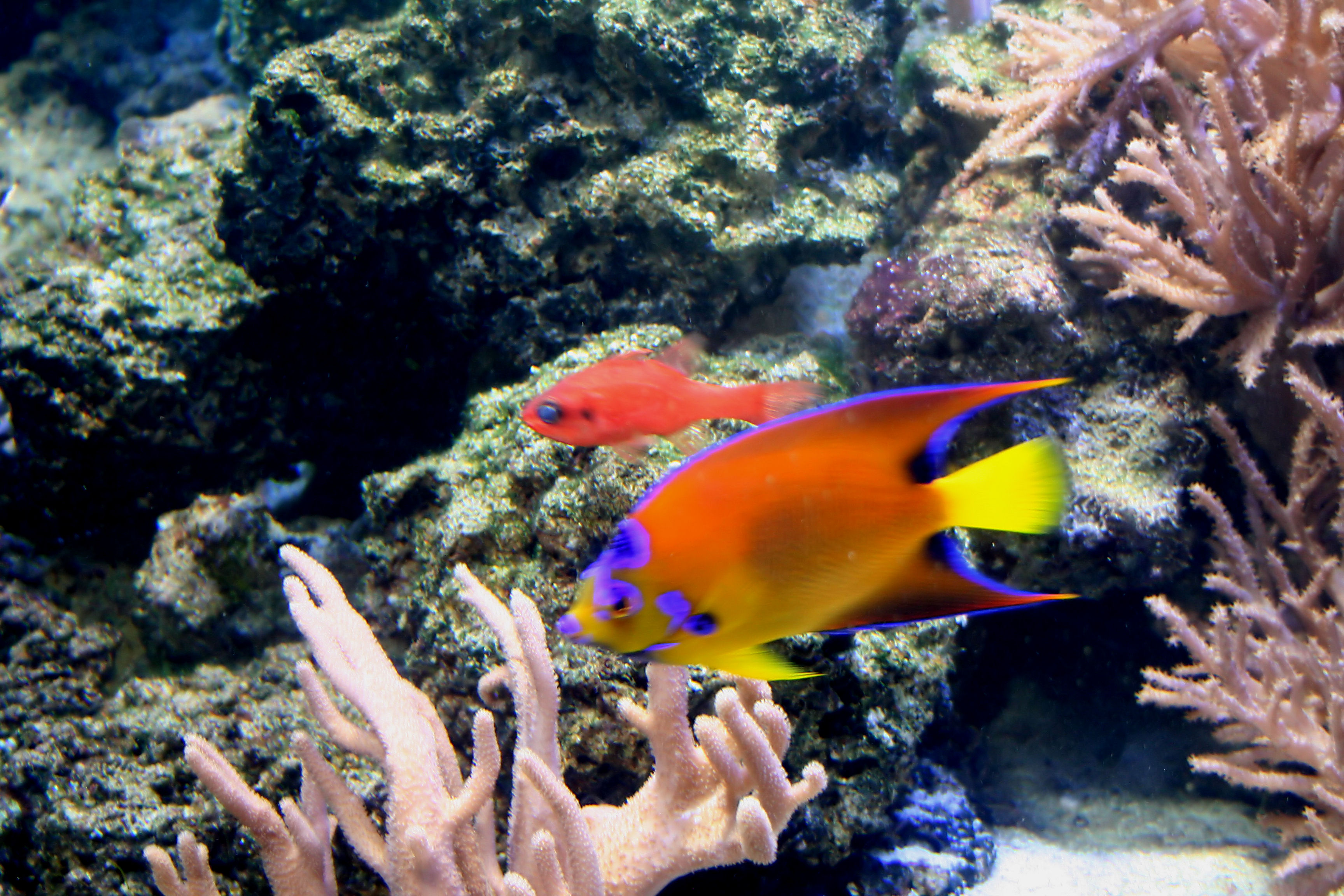

 També es pot observar com el personal té cura dels animals i com se'ls alimenta. És una atracció apte per a excursions en família amb canalla, tot i ser més aviat car.

## Conservació i educació
L'aquari inclou dues aules temàtiques, que reben uns per a 40.000 alumnes per anys per sensibilitzar-les a la conservació de la natura marítima. Està implicat en diversos programes de millora per al cocodril de Cuba, el cavallet de mar i la medusa. Col·labora amb entitats de conservació com ara Whale and Dolphins Conservations (‘Centre de conservació de la balena i el dofí’, la fundació Save our Seas (‘salvem els mars') o el Shark Trust (‘Associació del tauró’)